# Parcul Național Arches
Parcul Național Arches, conform originalului din limba engleză, Arches National Park, se află în apropiere de orășelul Moab, comitatul Grand, statul Utah, în vestul Statelor Unite ale Americii.
Parcul este cunoscut național și internațional prin numărul mare de aracade de piatră (conform, termenului englez, arches) care s-au format prin eroziune. Unele dintre aceste arcade dispar, prin erodare până la surpare, dar se constată și fenomenul de formare continuă de arcade noi. Numărul de arcade cunoscute și vizitate se cifrează între 900 și 2.000. Parcul se întinde pe o suprafață de 309 km². Denivelările din parc oscilează între 1.225 și 1.696 m altitudine. În anul 1929 regiunea a fost declarată "monument național", iar în 1971 a devenit "parc național".
|  |